# Worksop Town FC
Worksop Town Football Club är en halvprofessionell fotbollsklubb från Worksop, Nottinghamshire i England. Den bildades 1861 och hemmamatcherna spelas sedan 1992 på Sandy Lane. Smeknamnet är The Tigers.

## Historia
De första papper som nämner klubben är från 1873, men klubben själv säger att den grundades 1861. Laget spelade från första början på en fotbollsplan i området kring Netherton Road i Worksop, innan man flyttade till Central Avenue 1891. Central Avenue skulle bli klubbens hemmaplan i nästan 100 år.
Under en stor del av klubbens tidiga år spelade man i Midland League. Två noterbara framgångar i FA-cupen kom under den här perioden. Säsongen 1907/08 nådde man den första omgången (samma som tredje omgången idag), och lottades mot Chelsea. 70 184 åskådare kom och såg matchen som vanns av Chelsea med 9-1.
Den andra gången var under säsongen 1920/21 när Worksop lyckades spela 0-0 borta mot division ett-laget Tottenham Hotspur på deras hemmaplan White Hart Lane. Omspelsmatchen spelades på White Hart Lane av ekonomiska skäl och Worksop förlorade med 9-0. Supportrarna som förväntat sig att omspelsmatchen skulle spelas på Central Avenue visade sitt missnöje med att inte gå på flera hemmamatcher i rad, detta gjorde att klubbens skulder för en tid ökade.
I mitten av 1960-talet vann Worksop the Midland League och var sedan med och grundade Northern Premier League, men efter bara en säsong var man tillbaka i the Midland League. I slutet av 1970-talet var man tillbaka i Northern Premier League. Säsongen 1978/79 nådde man första omgången av FA-cupen igen men förlorade med 5-1 borta mot Barnsley.
Säsongen 1988/89 flyttades Worksop än en gång ned en division, den här gången till Northern League Division One. Samma säsong blev klubben av med sin plan Central Avenue, och tvingades att dela plan med rivalerna Gainsborough Trinity ca 3 mil bort. 1992 kunde man flytta tillbaka till Worksop och den nuvarande hemmaplanen Sandy Lane. 
Säsongen 1999/99 var man tillbaka i the Northern Premier Division och slutade på en hedrande andraplats. Fram till idag är det klubbens bästa placering inom the National League System.

## Conference North
Inför säsongen 2004/05 var man med och grundade Conference North, som en del i omstruktureringen av det engelska ligasystemet. Under andra halvan av den säsongen fick man ekonomiska problem. På grund av det blev man av med tio poäng vilket gjorde att man förvandlades från en uppflyttningskandidat till ett lag som slogs för att slippa nedflyttning. Den första säsongen i Conference North slutade till slut på 17:e plats. Säsongen 2005/06 slutade man på en 19:e plats och klarade sig kvar tack vare vinst i sista matchen för säsongen. Säsongen 2006/07 slutade man på 21:a plats och flyttades ned till Northern Premier League Premier Division. 

## Meriter
- Midland League: 1922
- Midland Counties League:1966, 1973